# Tobias Büscher

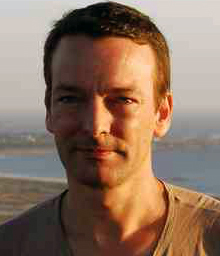
Tobias Büscher (2009)

Tobias Büscher (* 1964 in Wuppertal) ist ein deutscher Journalist und Buchautor.

## Leben
Büscher studierte Geschichte, Journalismus, Politik sowie Spanisch in Madrid und Gießen. Er schrieb für die taz, für den Stern und die FAZ, ist Chefredakteur von Redaktion Köln sowie den Onlinemagazinen Spanien-Reisemagazin und www.koelnreporter.de. Er ist durch Auftritte im Hörfunk (Sonntagsspaziergang, Deutschlandfunk) und TV (Planet Wissen, WDR) sowie als Spanienexperte bekannt. Zudem ist Büscher Dozent für Journalismus und Wissenschaftslektorat beim mibeg-Institut Medien und beim Kölner Institut für Kulturarbeit und Weiterbildung (KIK). Von 2017 bis 2021 war er darüber hinaus Kolumnist der spanischen Zeitschrift Grada und seit 2018 Referent beim Alanus Werkhaus in Bonn. Seit Oktober 2023 ist Büscher zudem als Redakteur für den Südkurier tätig.
Die Komikerin Carolin Kebekus ging 2015 erfolglos gerichtlich gegen Büscher vor, weil auf dem Köln Reporter in einem Kebekus-Porträt über ein Verhältnis spekuliert worden war.
Büscher hat Reiseführer über Spanien geschrieben, unter anderem über Madrid, die Pyrenäen und Galicien. 2020 erschien mitten in der COVID-19-Pandemie, in einer Zeit der Reisebeschränkungen, sein Reiseführer Galicien & Jakobsweg.

## Veröffentlichungen (Auswahl)
- Tobias Büscher: Bildatlas Spanien Norden. DuMont Reise, Ostfildern 2024, ISBN 978-3-616-02159-1, S. 122.
- Tobias Büscher: Galicien & Jakobsweg. 2. Auflage. DuMont Reise, Ostfildern 2024, ISBN 978-3-616-00767-0, S. 304.
  - Tobias Büscher: Gontdek - Galicië en St. Jacobsroute. ANBW, Den Haag 2015, ISBN 978-90-18-03875-5, S. 296.
- Tobias Büscher: CityTrip Madrid. 6. Auflage. Reise Know-How Verlag Rump, Bielefeld 2024, ISBN 978-3-8317-3876-2, S. 144.
- Tobias Büscher: Mit Kindern in Köln. Via Reise, Berlin 2017, ISBN 978-3-945983-31-7, S. 144.
- Tobias Büscher: Spanien, der Stier und ich: Kuriositäten aus dem Land der Iberer. Redaktion Köln, Köln 2016, ISBN 978-1-5309-3899-5, S. 128.
- Wanderführer Spanischer Jakobsweg, DuMont-Reise-Verlag, Ostfildern 2015, mit Dietrich Höllhuber, ISBN 978-3-7701-8026-4.
- Muschelmord. Tod auf dem Jakobsweg. Redaktion Köln, Köln 2014, ISBN 978-1-500-71396-6.
- Nordspanien, Jakobsweg. Polyglott-Verlag, München 2005, ISBN 3-493-56809-6.
- Tobias Büscher, Ertay Hayit: Kölner Kurzkrimis: Fünf spannende Krimis aus Kölner Veedeln. Bachem, Köln 2006, ISBN 978-3-7616-1999-5, S. 64.
- Tobias Büscher, Ertay Hayit: Kölner Kuriositäten: Klüngel, Köbes, Karneval - Was die Stadt so einzigartig macht. Bachem, Köln 2004, ISBN 978-3-7616-1791-5, S. 64.